# Campionati del mondo di atletica leggera 2011 - 3000 metri siepi maschili
I 3000 metri siepi maschili ai campionati del mondo di atletica leggera 2011 si sono tenuti tra il 29 agosto ed il 1º settembre. I tempi minimi per la partecipazione erano di 8'23"10 (A) e 8'32"00 (B).

## Podio
| Pos.    | Atleta                      | Nazionalità | Tempo   |
| ------- | --------------------------- | ----------- | ------- |
| Oro     | Ezekiel Kemboi              | Kenya       | 8'14"85 |
| Argento | Brimin Kipruto              | Kenya       | 8'16"05 |
| Bronzo  | Mahiedine Mekhissi-Benabbad | Francia     | 8'16"09 |

## Situazione pre-gara

### Record
Prima di questa competizione, il record del mondo (RM) e il record dei campionati (RC) erano i seguenti.
| Record                | Prestazione | Atleta                    | Data                               | Competizione            |
| --------------------- | ----------- | ------------------------- | ---------------------------------- | ----------------------- |
| Record mondiale       | 7'53"63     | Saif Saaeed Shaheen Qatar | 3 settembre 2004 Bruxelles, Belgio | Memorial Van Damme 2013 |
| Record dei campionati | 8'00"43     | Ezekiel Kemboi Kenya      | 18 agosto 2009 Berlino, Germania   | Mondiali 2009           |

### Campioni in carica
I campioni in carica a livello mondiale e olimpico erano:
| Campione | Atleta                      | Prestazione | Data                             | Competizione         |
| -------- | --------------------------- | ----------- | -------------------------------- | -------------------- |
| Olimpico | Brimin Kiprop Kipruto Kenya | 8'10"34     | 18 agosto 2008 Pechino, Cina     | Giochi olimpici 2008 |
| Mondiale | Ezekiel Kemboi Kenya        | 8'00"43     | 18 luglio 2009 Berlino, Germania | Mondiali 2009        |

### La stagione
Prima di questa gara, gli atleti con le migliori tre prestazioni dell'anno erano:
| Pos. | Atleta                      | Prestazione | Data                                             |
| ---- | --------------------------- | ----------- | ------------------------------------------------ |
| 1    | Brimin Kiprop Kipruto Kenya | 7'53"64     | 22 luglio 2011 Fontvieille, Principato di Monaco |
| 2    | Ezekiel Kemboi Kenya        | 7'55"76     | 22 luglio 2011 Fontvieille, Principato di Monaco |
| 3    | Paul Koech Kenya            | 7'57"32     | 22 luglio 2011 Fontvieille, Principato di Monaco |

## Risultati

### Batterie
Accedono alla finale i primi 4 di ogni batteria (Q) e i migliori 3 tempi degli esclusi (q).
| Pos | Batt. | Nome                        | Nazione        | Tempo   | Note                                     |
| --- | ----- | --------------------------- | -------------- | ------- | ---------------------------------------- |
| 1   | 2     | Ezekiel Kemboi              | Kenya          | 8'10"93 | Q                                        |
| 2   | 2     | Ruben Ramolefi              | Sudafrica      | 8'11"50 | Q,                                       |
| 3   | 2     | Hamid Ezzine                | Marocco        | 8'11"81 | Q,                                       |
| 4   | 2     | Nahom Mesfin                | Etiopia        | 8'12"04 | Q,                                       |
| 5   | 2     | Bouabdellah Tahri           | Francia        | 8'13"22 | q                                        |
| 6   | 1     | Jacob Araptany              | Uganda         | 8'18"57 | Q                                        |
| 7   | 3     | Benjamin Kiplagat           | Uganda         | 8'19"96 | Q                                        |
| 8   | 3     | Roba Gari                   | Etiopia        | 8'20"28 | Q                                        |
| 9   | 3     | Brimin Kipruto              | Kenya          | 8'21"89 | Q                                        |
| 10  | 3     | Alberto Paulo               | Portogallo     | 8'22"41 | Q,                                       |
| 11  | 3     | Abraham Kipkirong Chirchir  | Kenya          | 8'23"09 | q,                                       |
| 12  | 1     | Mahiedine Mekhissi-Benabbad | Francia        | 8'23"71 | Q                                        |
| 13  | 1     | Richard Mateelong           | Kenya          | 8'23"76 | Q                                        |
| 14  | 3     | Vincent Zouaoui-Dandrieux   | Francia        | 8'23"79 | q                                        |
| 15  | 1     | Ion Luchianov               | Moldavia       | 8'23"88 | Q,                                       |
| 16  | 2     | Ali Ahmed Al-Amri           | Arabia Saudita | 8'26"75 | Miglior prestazione personale stagionale |
| 17  | 1     | Víctor García               | Spagna         | 8'28"97 |                                          |
| 18  | 2     | Simon Ayeko                 | Uganda         | 8'29"02 | Miglior prestazione personale stagionale |
| 19  | 1     | Amor Ben Yahia              | Tunisia        | 8'30"02 | Miglior prestazione personale            |
| 20  | 1     | Abubaker Ali Kamal          | Qatar          | 8'30"37 |                                          |
| 21  | 2     | Jukka Keskisalo             | Finlandia      | 8'31"52 |                                          |
| 22  | 3     | Ángel Mullera               | Spagna         | 8'31"83 |                                          |
| 23  | 1     | Andrey Farnosov             | Russia         | 8'34"44 |                                          |
| 24  | 2     | Daniel Huling               | Stati Uniti    | 8'34"70 |                                          |
| 25  | 2     | Tomás Tajadura              | Spagna         | 8'36"23 |                                          |
| 26  | 1     | Alex Genest                 | Canada         | 8'36"67 |                                          |
| 27  | 1     | Steffen Uliczka             | Germania       | 8'37"35 |                                          |
| 28  | 3     | Youcef Abdi                 | Australia      | 8'38"42 |                                          |
| 29  | 2     | Bjørnar Ustad Kristiansen   | Norvegia       | 8'39"85 |                                          |
| 30  | 3     | Ben Bruce                   | Stati Uniti    | 8'39"96 |                                          |
| 31  | 2     | Łukasz Parszczyński         | Polonia        | 8'44"09 |                                          |
| 32  | 1     | Abdelkader Hachlaf          | Marocco        | 8'46"14 |                                          |
| 33  | 1     | William Nelson              | Stati Uniti    | 8'51"20 |                                          |
| 34  | 3     | Matthew Hughes              | Canada         | 8'58"52 |                                          |
|     | 3     | Mario Bazán                 | Perù           | dnf     |                                          |

### Finale
| Pos.    | Atleta                      | Nazione    | Tempo   | Note                                     |
| ------- | --------------------------- | ---------- | ------- | ---------------------------------------- |
| Oro     | Ezekiel Kemboi              | Kenya      | 8'14"85 |                                          |
| Argento | Brimin Kipruto              | Kenya      | 8'16"05 |                                          |
| Bronzo  | Mahiedine Mekhissi-Benabbad | Francia    | 8'16"09 |                                          |
| 4       | Bouabdellah Tahri           | Francia    | 8'17"56 |                                          |
| 5       | Roba Gari                   | Etiopia    | 8'18"37 |                                          |
| 6       | Jacob Araptany              | Uganda     | 8'18"67 |                                          |
| 7       | Richard Mateelong           | Kenya      | 8'19"31 |                                          |
| 8       | Ion Luchianov               | Moldavia   | 8'19"69 | Miglior prestazione personale stagionale |
| 9       | Hamid Ezzine                | Marocco    | 8'21"97 |                                          |
| 10      | Benjamin Kiplagat           | Uganda     | 8'22"21 |                                          |
| 11      | Nahom Mesfin                | Etiopia    | 8'25"39 |                                          |
| 12      | Vincent Zouaoui-Dandrieux   | Francia    | 8'30"39 |                                          |
| 13      | Ruben Ramolefi              | Sudafrica  | 8'30"47 |                                          |
| 14      | Abraham Kipkirong Chirchir  | Kenya      | 8'33"56 |                                          |
| 15      | Alberto Paulo               | Portogallo | 8'33"84 |                                          |